# Бендерская крепость
Бенде́рская крепость (рум. Cetatea Tighina (Bendér), укр. Бенде́рська фортеця) — памятник архитектуры XVI века.
Старинное название замка и города Бендер на Днестре, часто встречается в документах и в народных песнях — Тягин. Крепость расположена на правом берегу реки Днестра в городе Бендеры, Приднестровье. Строительство крепости началось в 1538 году после вхождения Бендер в состав Османской империи, по проекту турецкого зодчего Синана. В другом источнике указано что в половине XV столетия образовалась могущественная Перекопская орда, и крымские татары захватили значительную часть местности по реке Днепр, построили города (Казыкермен, Джанкермен, Тягин, Бургун, Ислам-кермен) и начали борьбу против поляков. С 2008 года по настоящее время ведётся реконструкция цитадели крепости под руководством Министерства внутренних дел ПМР. В 2013 году была закончена реставрация крепостной православной церкви Святого Благоверного князя Александра Невского.

## История

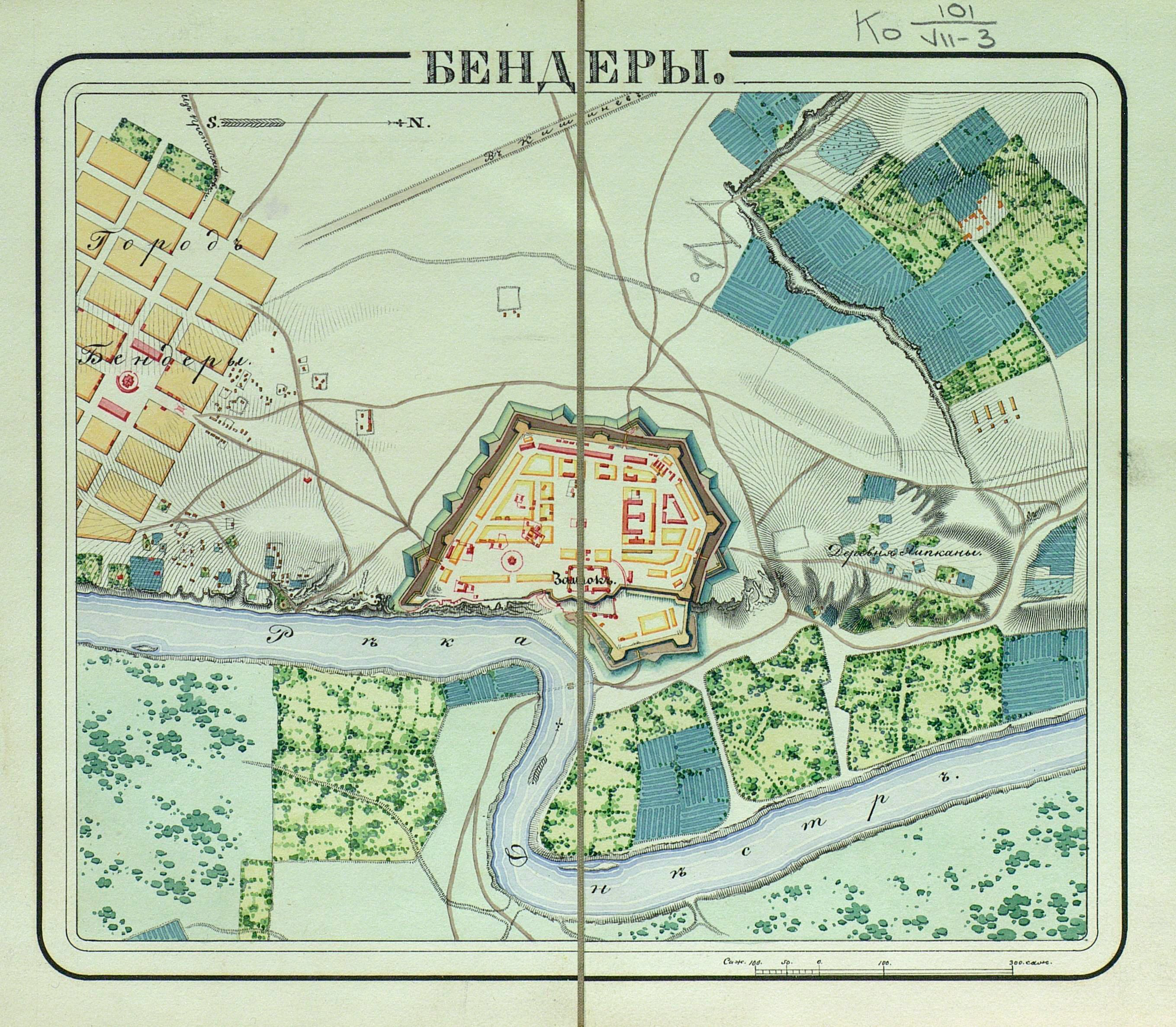

Крепость была сооружена по проекту турецкого зодчего Синана по образцу западноевропейских крепостей бастионного типа. Строительство началось в 1538 году после вхождения города в состав Османской империи. Она была обнесена высоким земляным валом и глубоким рвом, который никогда не заполнялся водой. Крепость делилась на верхнюю, нижнюю части и цитадель. Общая площадь — около 67 га. С юго-западной стороны крепости располагался посад. Выгодное стратегическое положение на возвышенном берегу Днестра недалеко от его впадения в Чёрное море сделало город одним из опорных пунктов борьбы турок-османов против России. Бендерскую крепость называли «крепким замком на османских землях». Одно из первых дошедших до нас описаний крепости оставил турецкий путешественник и писатель Эвлия Челеби.

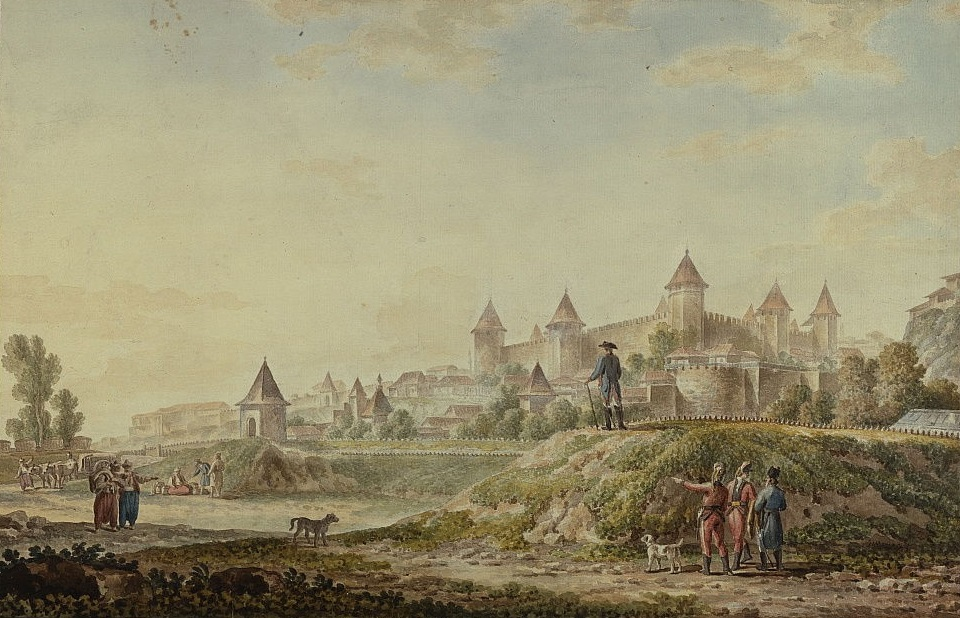
Вид на крепость в 1790 году

На протяжении многих лет был предпринят ряд неудачных попыток захватить крепость. Зимой 1540 года молдавская армия под предводительством господаря Александра Корня осадила Бендерскую крепость, но овладеть ею не смогла. В 1574 году господарь Ион Водэ Лютый вместе с казаками гетмана Ивана Свирговского после взятия Бухареста неожиданно приблизился к Бендерам и осадил крепость. Турки были застигнуты врасплох. Молдавско-казацкое войско быстро заняло посад, но стены крепости устояли. Из-за усталости войска господарь организовал лагерь на господствующей высоте к северо-западу от крепости, но новый штурм молдавское войско не начало, так как из Аккермана прибыло большое турецкое подкрепление. Ион Водэ разгромил врага, но турецкий султан велел крымскому хану собрать войско и двинуться к Дунаю. Узнав об этом Ион Водэ снял осаду с Бендер.
В 1584 году турки заставили молдавского господаря Петра Хромого произвести ремонт Бендерской крепости. В 1594 году запорожские казаки во главе с гетманами Григорием Лободой и Северином Наливайко пытались захватить крепость, посад снова был сожжён дотла, но крепостью овладеть не удалось. Как молдавские, так и казацкие силы были слишком малыми, чтобы захватить одну из самых защищённых турецких крепостей. К тому же ни одни осаждавшие не располагали соответствующей артиллерией, необходимой для штурма.
В 1709 году в Бендерах умер украинский гетман Иван Мазепа, бежавший сюда вместе с шведским королём Карлом XII после поражения в Полтавской битве. В 1713 году в Бендерах произошла битва между войсками Карла XII и турками, которые сначала предоставили ему и Мазепе убежище, а потом попытались взять в заложники.

### Русско-турецкие войны
Во время русско-турецких войн XVIII—XIX веков Бендерская крепость была трижды взята русскими войсками.
В июле—сентябре 1770 года 33-тысячная вторая русская армия под командованием графа Петра Ивановича Панина осаждала Бендерскую крепость, которую защищал 18-тысячный турецкий гарнизон. В осаде принимал участие полк донских казаков, в рядах которого сражался будущий предводитель казацко-крестьянского восстания Емельян Пугачёв. В ночь с 15 на 16 сентября 1770 года после двухмесячной осады русская армия начала штурм крепости. Тем, кто взберётся на вал первым, была обещана награда: офицерам — чин через одну ступень, а солдатам по 100 целковых. Атака началась со взрыва «глоб де компрессион» (букв. «сдавленный шар») весом 400 пудов пороха. Крепость была взята после тяжёлого и кровопролитного рукопашного боя, причём внутри крепости бои шли практически за каждый дом. Турок было убито 5 тысяч человек, 2 тысячи — взяты в плен, 2 тысячи разбежались. Русские потеряли во время приступа более одной пятой всей армии (свыше 6 тысяч человек). Штурм Бендер стал для России самым кровавым сражением в войне 1768—1774 годов. «Чем столько потерять и так мало получить, лучше было и вовсе не брать Бендер», — так отреагировала на это событие русская императрица Екатерина II. Однако её негодование было необоснованным. Взятие Бендер не было рядовой победой, а нанесло тяжёлый удар по турецкой армии. Турки даже объявили трёхдневный траур по этому поводу. После падения Бендер Днестровско-Прутское междуречье перешло под контроль русских войск. За взятие Бендер Панин получил орден Святого Георгия 1-й степени. Немалую роль во взятии крепости сыграл военный инженер Н. Р. Гербель, который был за это отмечен орденом Святого Александра Невского. Русско-турецкая война 1768-1774 годов закончилась подписанием Кючук-Кайнарджийского мира, по условиям которого вся Молдавия, включая Бендерскую крепость, вновь отошла к Турции.

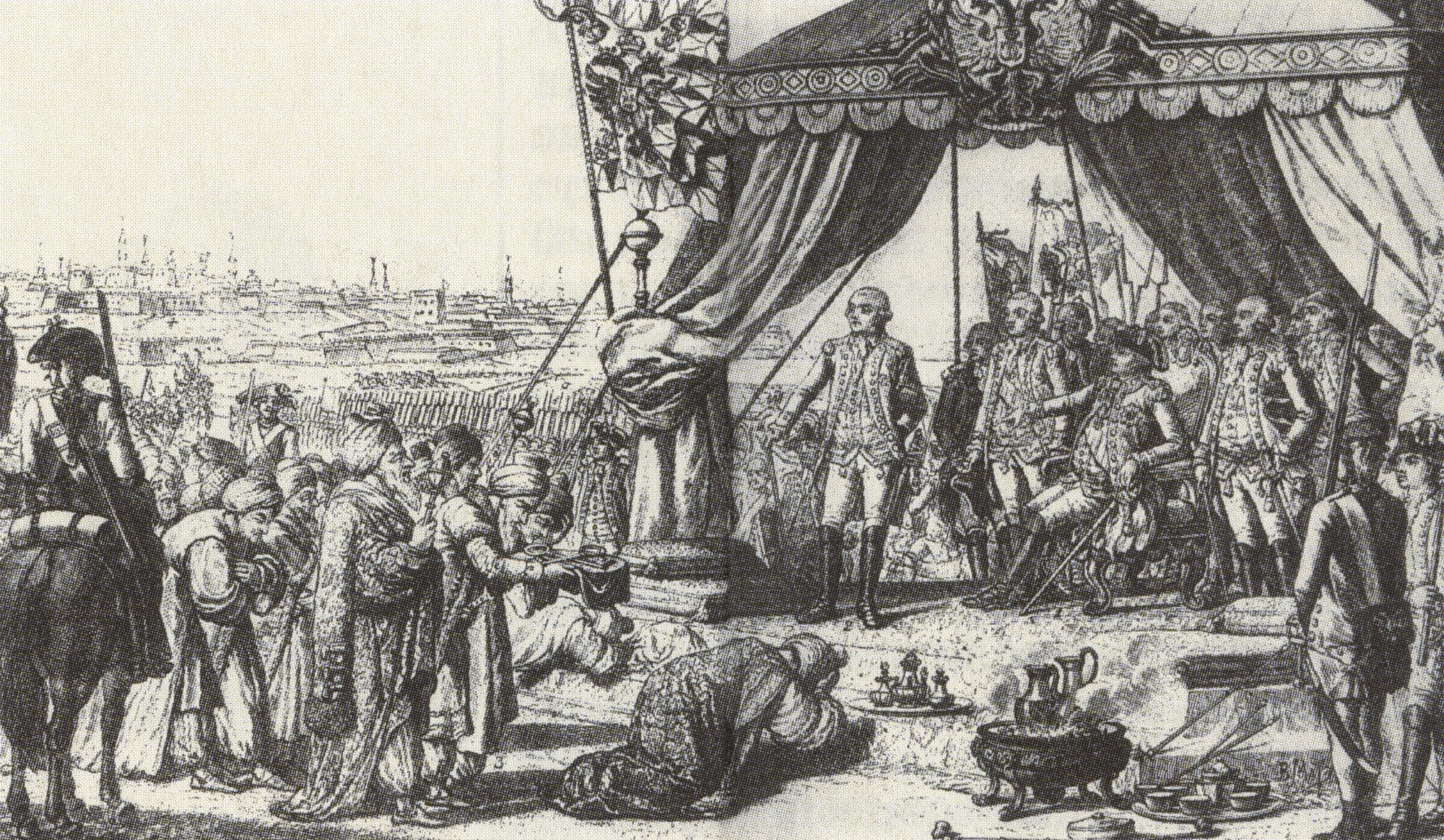
Cдача турками крепости Бендеры князю Потёмкину-таврическому 4 ноября 1789 года

В 1789 году в ходе русско-турецкой войны 1787—1792 русская армия под командованием Суворова одержала блестящую победу при Рымнике. После этого в ночь с 3 на 4 ноября 1789 года Бендерская крепость сдалась без сопротивления русским войскам под командованием князя Потёмкина-Таврического. Эту победу во многом предопределили умелые действия командующего конницей Кутузова, разбившего на подступах к Бендерам трёхтысячное войско Буджакских татар, окончательно деморализовав этим противника. Турки вручили ключи от крепости Г. А. Потёмкину-Таврическому, палатка которого находилась на Борисовском холме северо-западнее крепости на одинаковом удалении от реки Бык и от крепости, между дорогами на Калфу и Гура-Быкулуй. В соответствии с обещаниями Потёмкина, всё мусульманское население города было отпущено с возможностью продажи домов, имущества и скота. Для следования в турецкие владения из русского обоза было выделено 4 тысячи подвод и продовольствие. Российской армии в качестве трофеев достались более трёхсот орудий с боеприпасами, 12 тысяч пудов пороха, 22 тыс. пудов сухарей, 24 тыс. четвертей муки и многое другое.
В соответствии с Ясским мирным договором от 1791 года к России отошли земли к востоку от Днестра. Правобережная территория Молдавского княжества вместе с Бендерами вновь перешла во владение Турции. Православная церковь Святого Георгия в крепости вновь стала мусульманской мечетью, оборонительные сооружения были усилены.

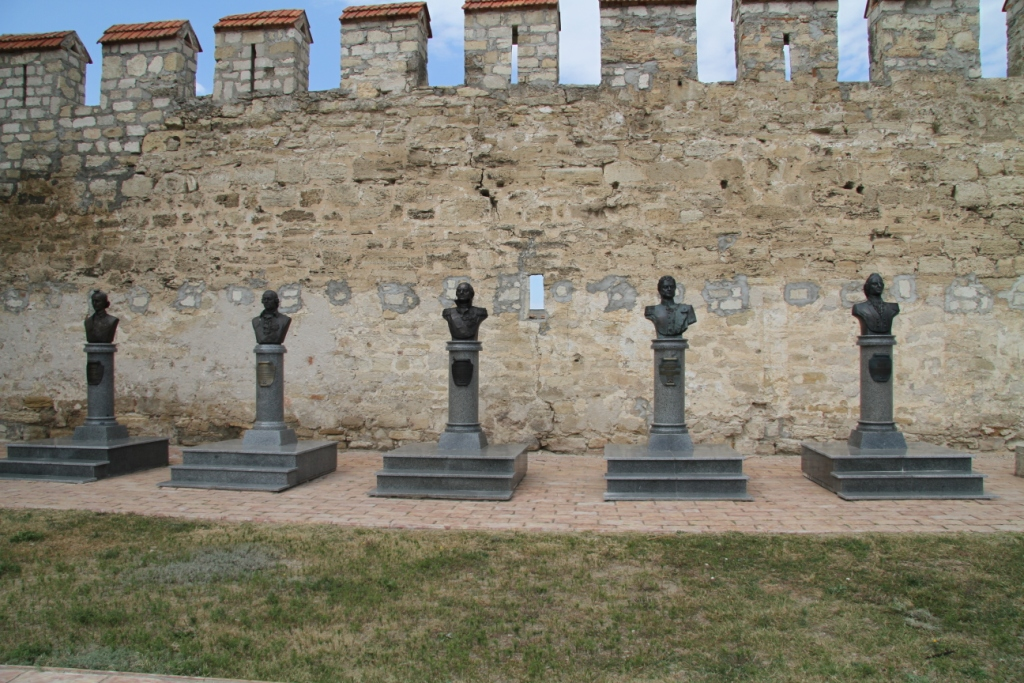
Аллея славы Славы русских полководцев в Бендерской крепости

Бендеры окончательно отошли к Российской империи только в ноябре 1806 года в ходе русско-турецкой войны 1806—1812 гг. Александр I без объявления войны ввёл войска в дунайские княжества под предлогом «исполнения русско-турецкого союза». 24 ноября 1806 года корпус генерала Мейендорфа подошёл к Бендерам. Здесь, с помощью подкупа, заставили турок впустить их в крепость. У всех ворот были выставлены совместные русско-турецкие посты. По тому же сценарию русская армия вошла в Хотин, Аккерман и Килию. Только после этого султан объявил войну России. Мейендорф тогда официально заявил, что турецкий гарнизон с того момента считается пленённым. Военные действия начали вестись на Дунае, Бендеры же стали тыловой базой.
- См также Участники взятий Бендерской крепости.

### В Российской империи
16 мая 1812 года, по Бухарестскому мирному договору, крепость отошла к России. По ведомости штатных русских крепостей 1816 года она уже значится крепостью 2-го класса. Со второй половины XIX века в ней дислоцировался Подольский 55-й пехотный полк. Крепость не раз реконструировалась. Во время Крымской кампании в ней были произведены некоторые оборонительные работы, а в 1863 году усилено вооружение. В конце 60-х годов XIX века, по указанию генерала Тотлебена, крепость вновь была усилена. 

... Бендеры, после взятия этой крепости графом Паниным в 1770 г. после двух месячной осады и князем Потёмкиным, без выстрела, в 1789 г., оставались в том самом положении, в каком её оставили турки, — за исключением того, что при турках были устроены отличные водопроводы, и что в 1854 г. недостаток воды был весьма ощутителен, и что надо было возить с большими затруднениями мутную и вредную воду из Днестра. Кроме невыгодного положения Бендер, ибо окружающая местность с юга и запада командует крепостью, она отличается совершенным отсутствием сводчатых помещений для гарнизона; единственный старый турецкий пороховой погреб оказался сводчатым, но по удостоверению коменданта не безопасен по случаю трещин, замеченных в сводах. ...— Владимир Иванович Ден, IV Командировки, «Записки генерал-лейтенанта Владимира Ивановича Дена», 1868 — 1873 годы.
Во время русско-турецкой войны 1877—1878 годов в Бендерах были устроены склады динамита, шанцевого инструмента и походного телеграфа.
В ЭСБЕ указано на 1891 год, что В настоящее время Бендеры представляют крепость 1-го класса. Крепость была окончательно упразднена в 1897 году.

### Дислокация частей в XX веке

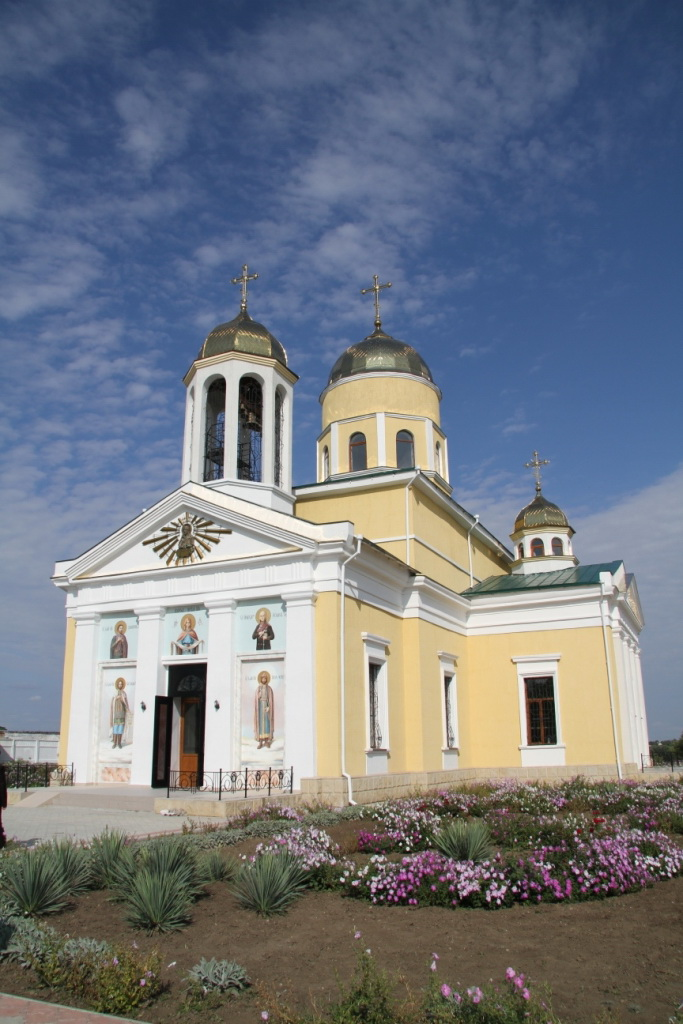
Храм Святого Благоверного князя Александра Невского

В крепости, а затем рядом с ней, начиная с 1920-х годов дислоцировались румынские части. В 1940—1941 годах, после присоединения Бессарабии к СССР и до начала Великой Отечественной войны, на территории крепости дислоцировались части 15-й Сивашской стрелковой дивизии (47-й стрелковый полк, 53-й отдельный батальон связи, 77-й отдельный разведывательный батальон, 114-й отдельный зенитно-артиллерийский дивизион, 166-й отдельный артиллерийский дивизион противотанковых орудий); с объявлением боевой тревоги 22 июня 1941 года части убыли на фронт. На прикрытии Бендерского железнодорожного узла и железнодорожного моста через Днестр остались 19-й и 383-й отдельные зенитно-артиллерийские дивизионы ПВО. После отступления советских войск в 1941-44 в крепости были расположены румынские и одна немецкая, а с 1944 — снова советские воинские части. В советское время в крепости дислоцировалась ракетная бригада 14-й армии, понтонно-мостовой полк и авторемонтный завод. С 1996 года в крепости и рядом с ней дислоцируется воинская часть армии непризнанной ПМР.

### С 2008 года по настоящее время
В 2008 году начата плановая реконструкция крепости. Реконструкцией (достройкой) руководит МВД ПМР. 8 октября 2008 года состоялась театрализованная реконструкция штурма Бендерской крепости 1770 года.
На территории крепости создана аллея славы Славы русских полководцев, на которой находятся памятники великим полководцам. Также в крепости установлен памятник Конституции Филиппа Орлика и бюст барону Мюнхгаузену, который летал на ядре через крепость.
В крепости функционирует два музея: истории Бендерской крепости и средневековых орудий пыток.
В октябре 2012 года начал работать сувенирный магазин «Бешикташ», в котором можно приобрести разнообразную сувенирную продукцию, календари и магниты с изображением Бендерской крепости, а также сувенирные изделия из дерева и керамики.

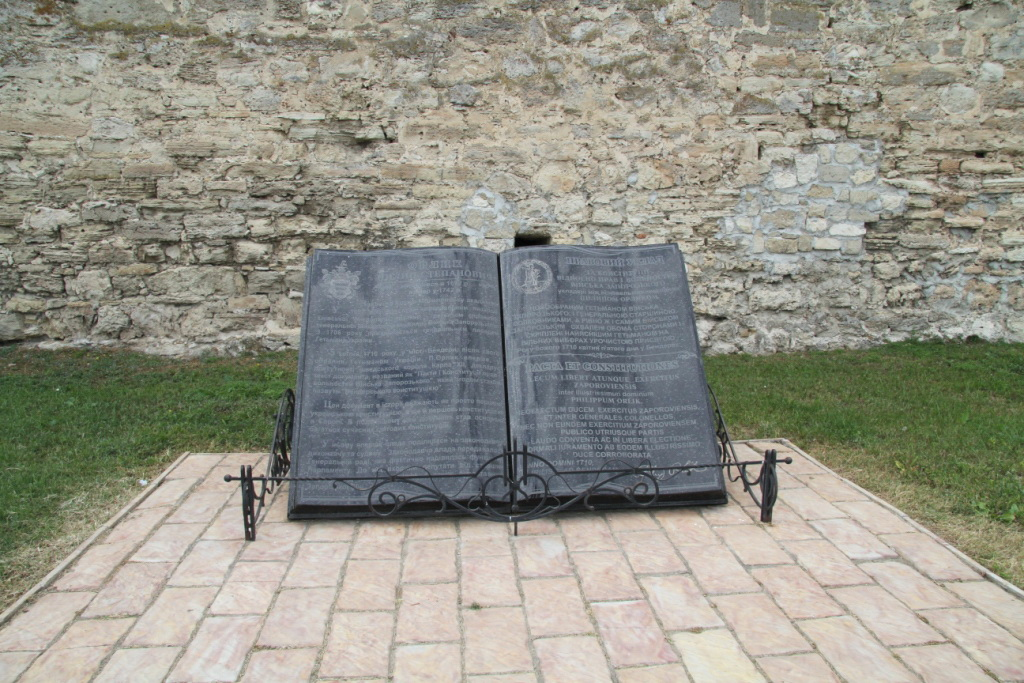
Конституция Филиппа Орлика

12 сентября 2008 года на территории крепости в Храме Святого Благоверного князя Александра Невского была проведена первая церковная служба и дано благословение на начало восстановительных работ. В 2009 году в крепостной церкви Александра Невского побывала и молилась Глава Российского Императорского Дома Великая княгиня Мария Владимировна, а спустя год храм посетил наследник цесаревич Великий Князь Георгий Михайлович. Это были не первые визиты представителей Дома Романовых в Бендерскую крепость, ранее в 1828 году храм посетил Российский император Николай I со своей семьёй, а в 1877 году здесь был император Александр II. 9 мая 1916 года церковь вместе с супругой Александрой Федоровной, цесаревичем Алексеем и четырьмя дочками посетил император Николай II. В сентябре 2013 года, во время двухдневного визита, крепостную церковь посетил Патриарх Московский и всея Руси Кирилл и в память о своём визите подарил образ Богоматери «Споручница грешных».
В ноябре 2013 года продолжились восстановительные работы над двумя башнями крепости, а ранее было отреставрировано шесть башен цитадели, а в декабре этого же года была закончена роспись крепостной церкви Святого Благоверного князя Александра Невского. За 2013 год посещаемость крепости увеличилась в 4 раза и составила четырнадцать тысяч человек.
В 2014 году было начато обустройство лучно-арбалетного тира, который располагается за тыльной стороной порохового погреба, между стенами цитадели и самого погреба. Максимальное расстояние до мишеней — двадцать пять метров, а минимальное — семь. В этом же году была начата реконструкция Нижней крепости.
В мае 2017 года были открыты бюсты героев Отечественной войны 1812 года – генерал-фельдмаршала Михаила Богдановича Барклая-де-Толли и генерал-майора Якова Петровича Кульнева.
7 октября 2018 года был открыт Александро-Невский парк, тогда же на территории крепости появился выставочный зал, сценическая и детская площадки, роллердром. В этом же году были построены Цареградские ворота, через которые теперь можно попасть в крепость.

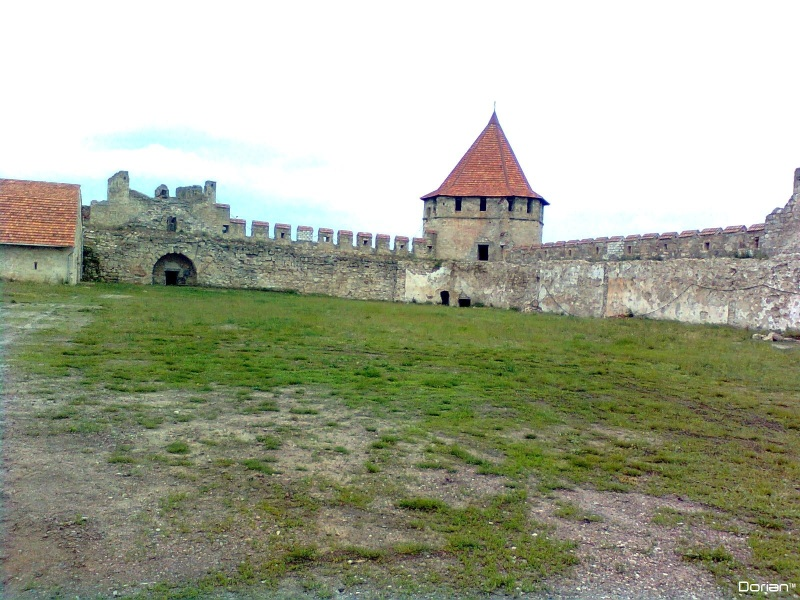
Крепость перед реконструкцией
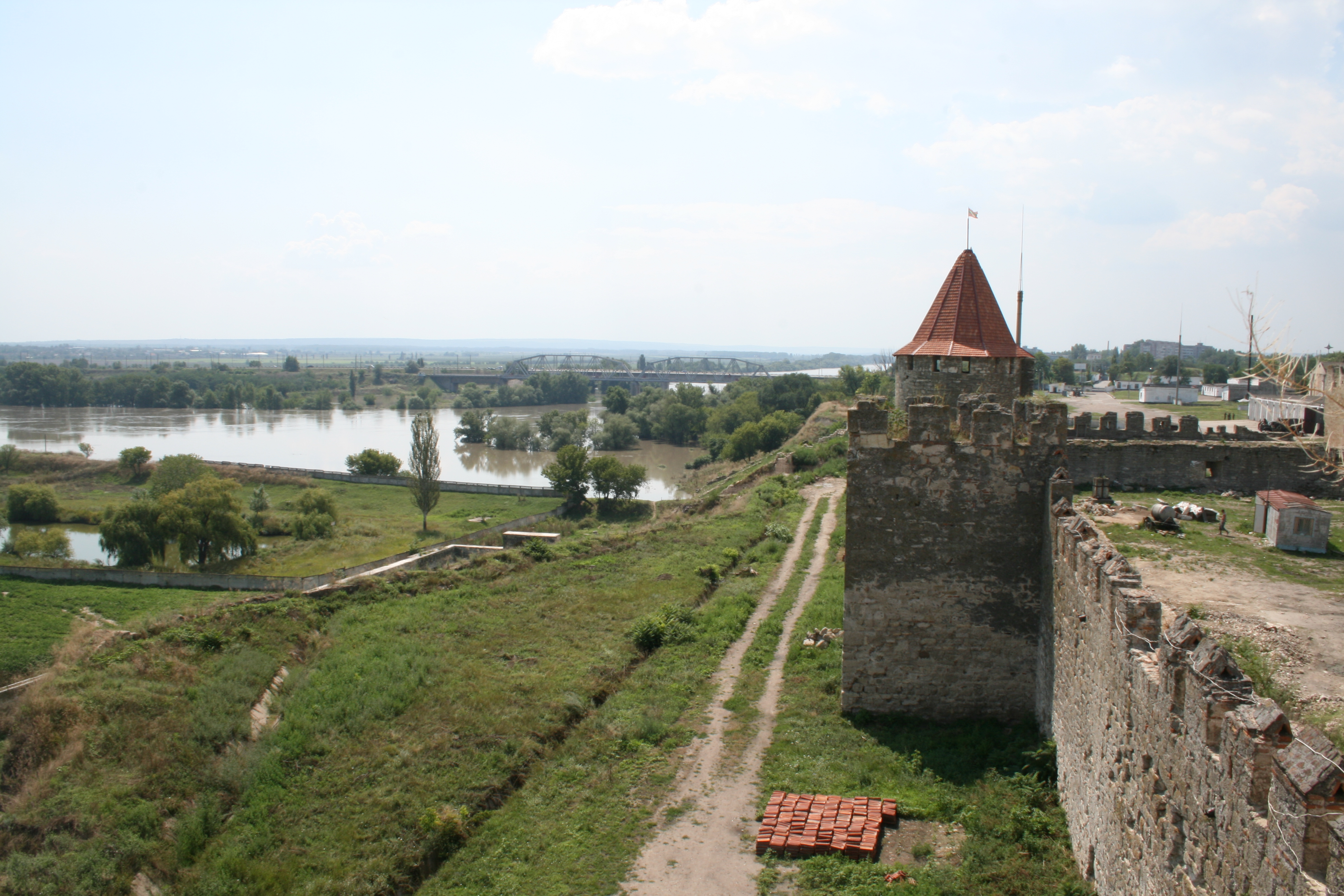
Реконструкция
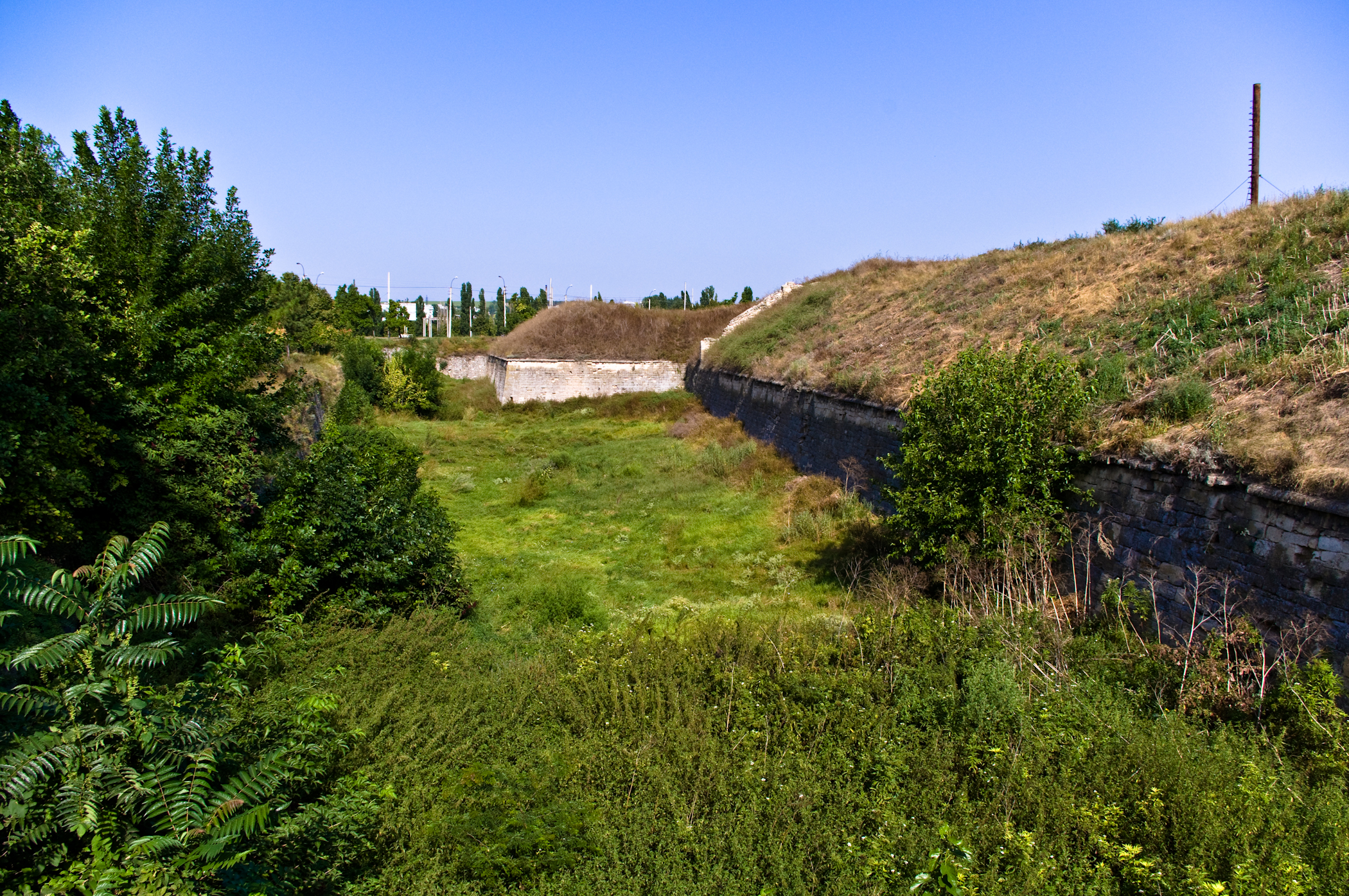
Ров возле крепости
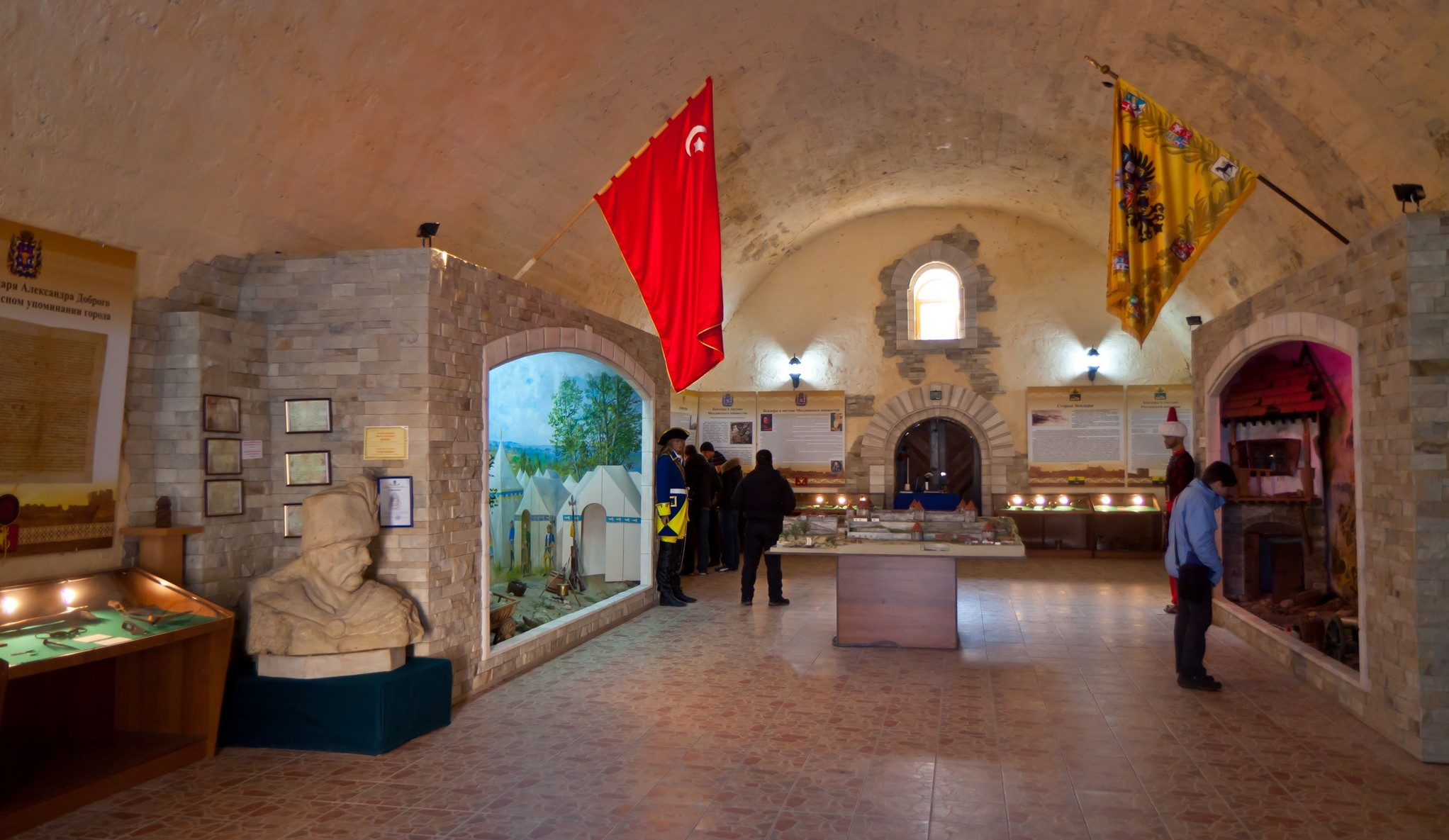
Музей Бендерской крепости
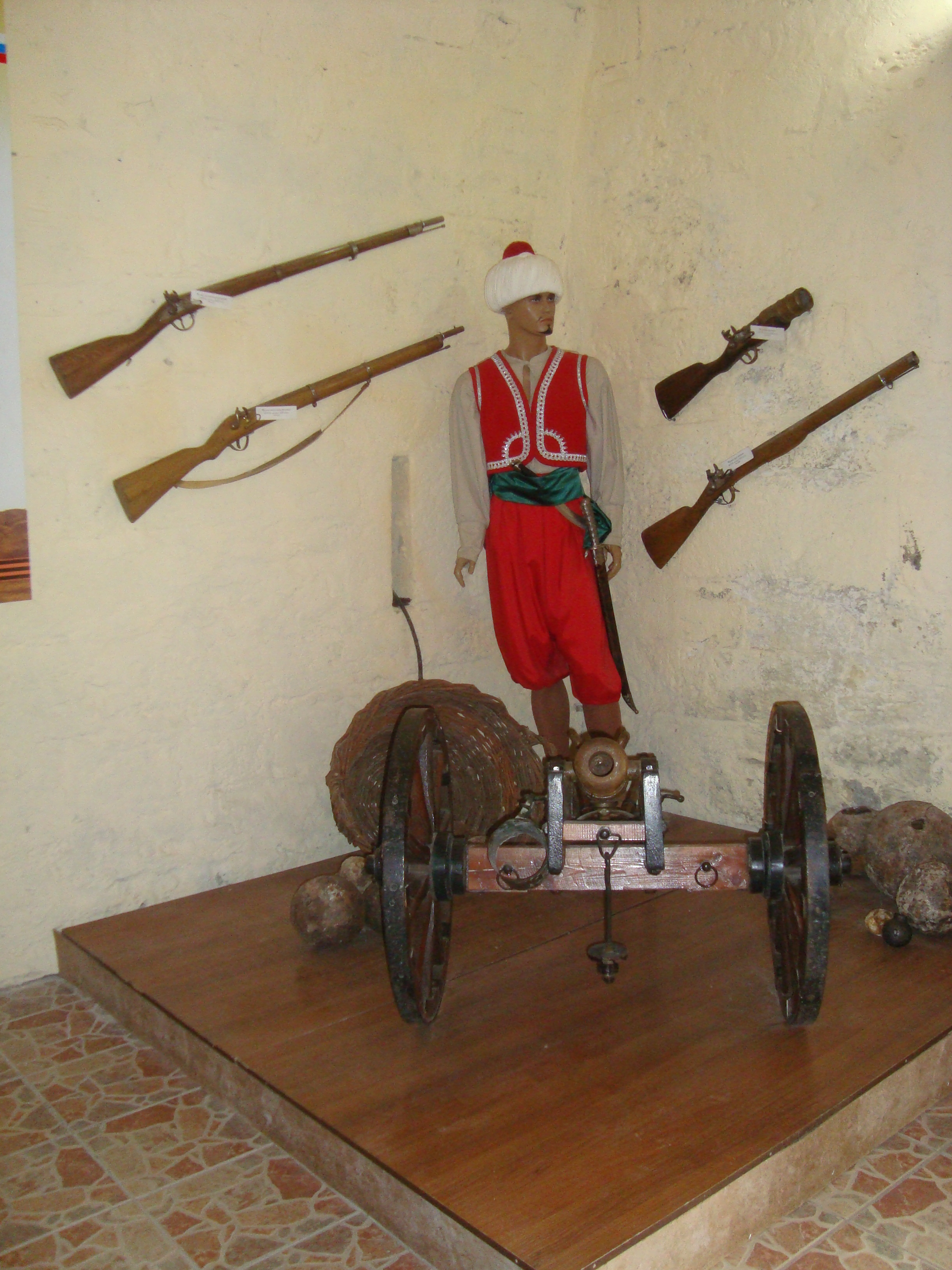
Музей истории крепости
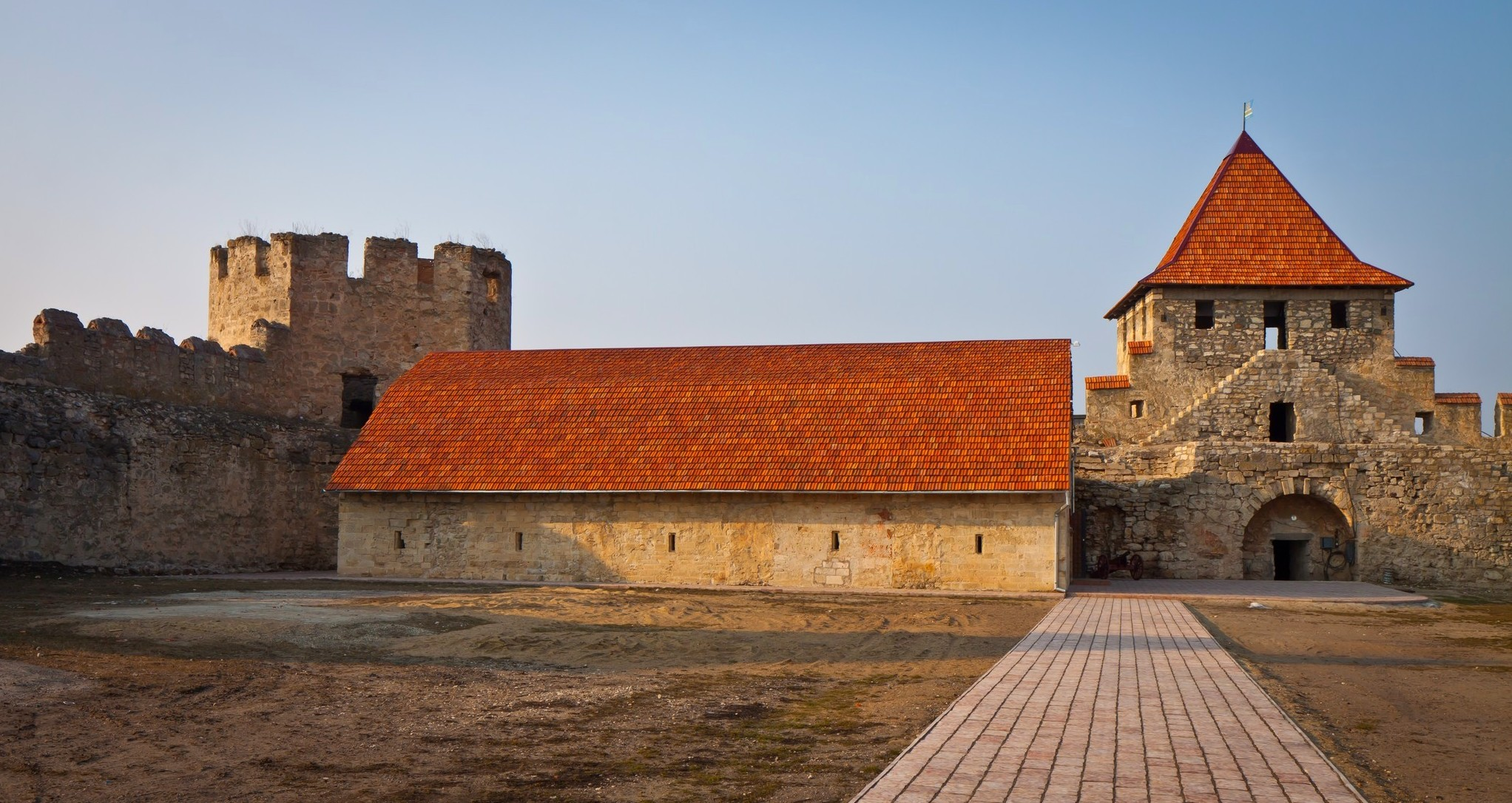
Внутри крепостной цитадели
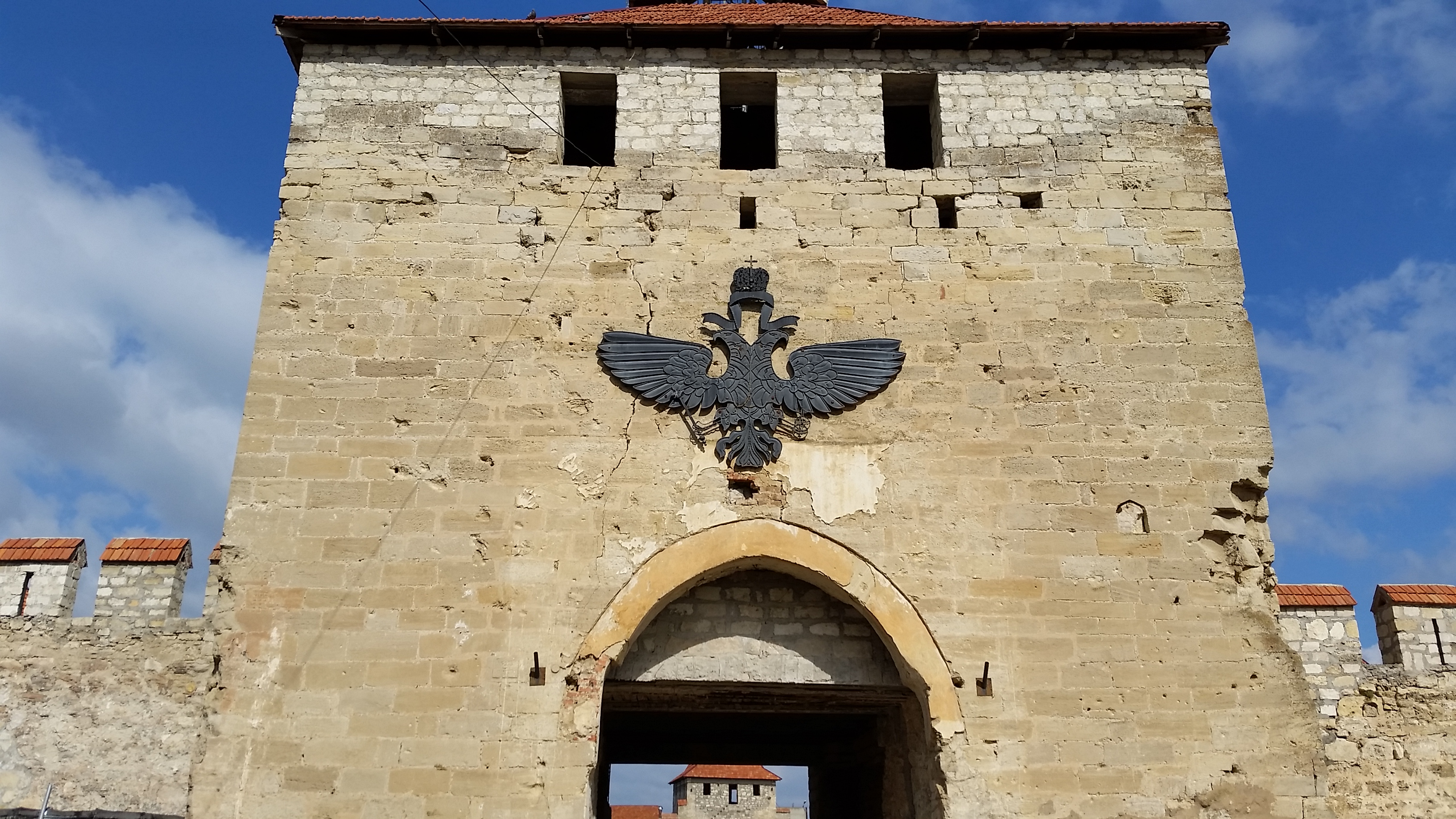
Герб над воротами в цитадель
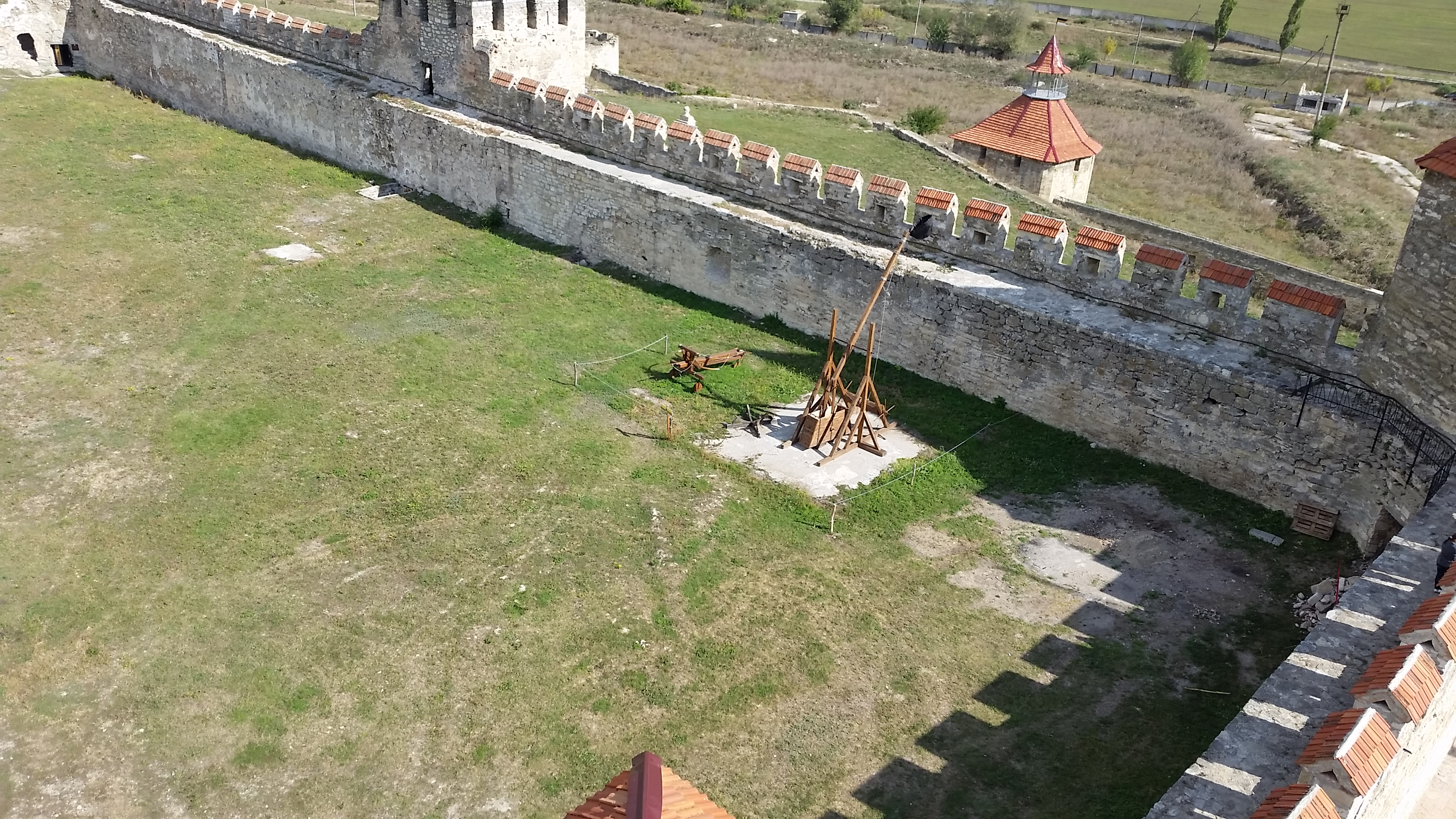
Баллиста и скорпион в цитадели

## Музей средневековых орудий пыток
В ноябре 2012 года на территории крепости был открыт Музей средневековых орудий пыток. Экспонаты музея — бутафорские образцы пыточных инструментов и приспособлений. История создания музея началась с тюремной башни, в которую сотрудники МВД заглянули во время реставрационных работ. Среди населения считалось, что в этой башне когда-то содержали революционеров, но на самом деле здесь никогда их не содержали. В башню сажали за мародерство, грабежи, кражи, но необходимый набор кандалов и наручников имелся. В итоге к ним добавили и более изощренные орудия дознания (кресло допроса, бдение или колыбель иуды, железный башмак, груша, коленодробилка, вонзающиеся козлы, железная дева).

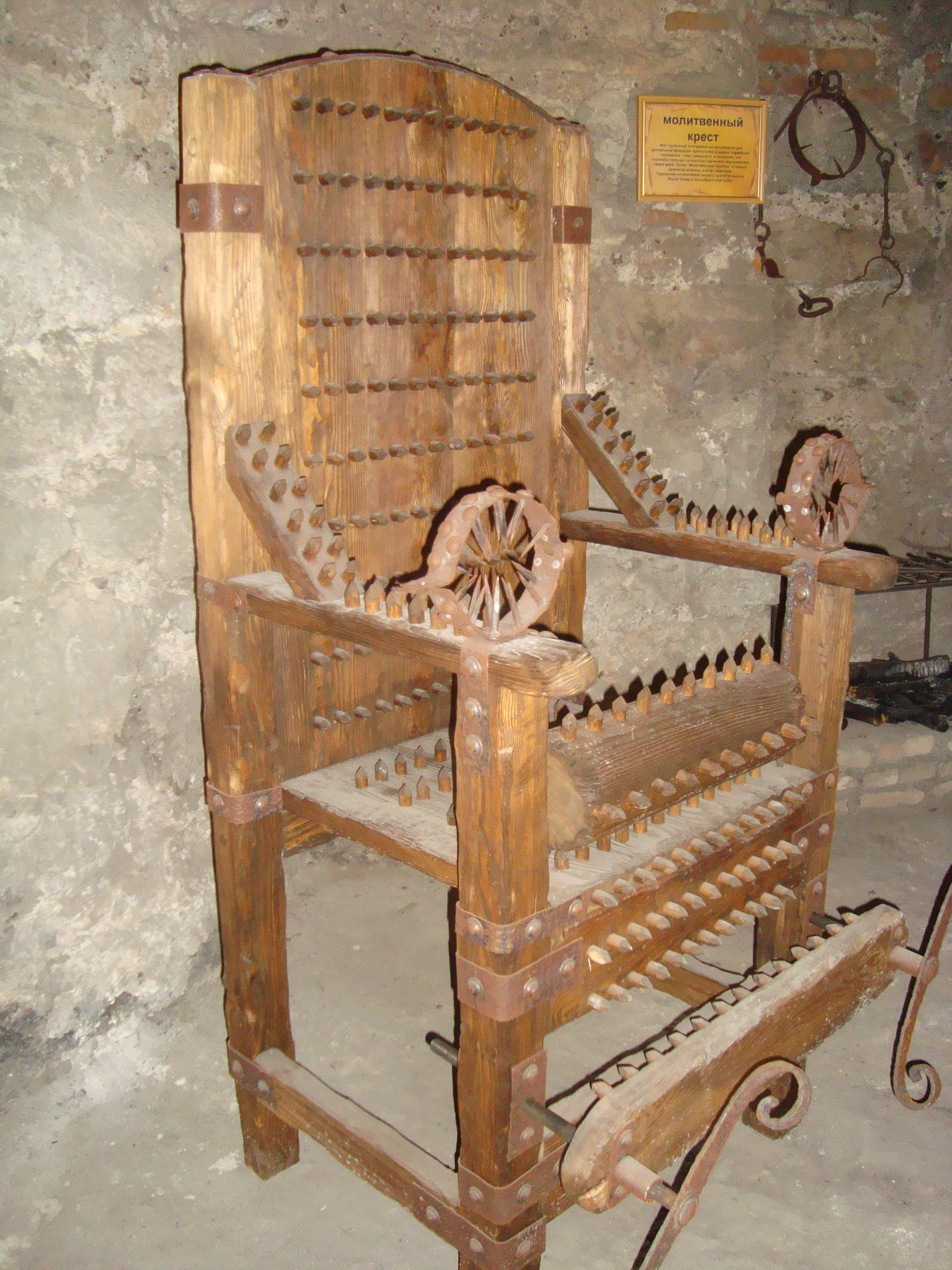
кресло допроса
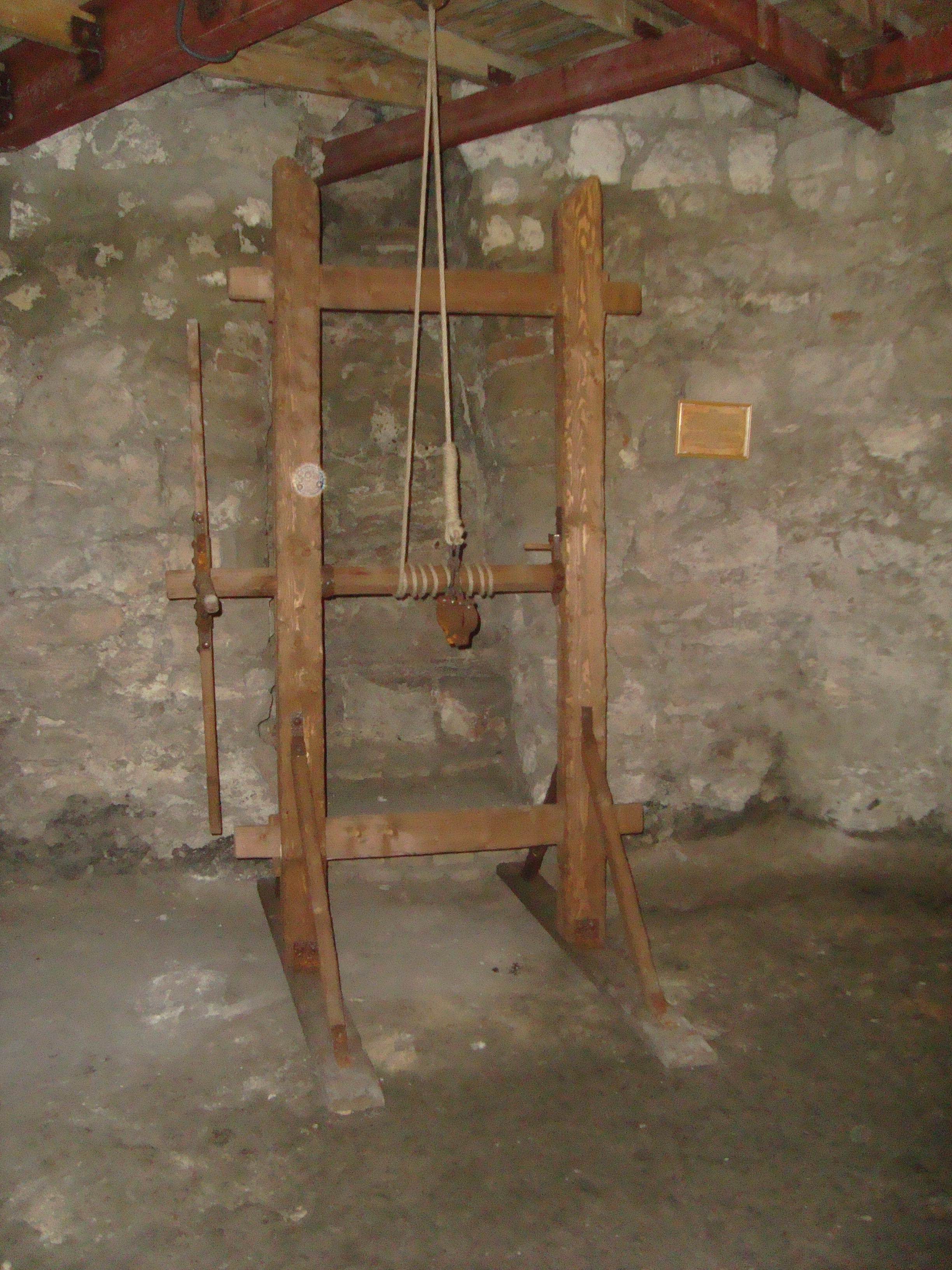
орудие пытки

## В нумизматике
Первым денежным знаком, на котором было помещено изображение Бендерской крепости, явилась банкнота достоинством 100 лей РМ эмиссии 1992 года. Изображение мало напоминает оригинал, а в названии допущена ошибка. Вместо верного «Cetatea Tighina» указано — «Cetatea Thighina». Преобладающие цвета: жёлтый, коричневый и розовый. Размер: 121×61 мм.
В 2000 году Приднестровским республиканским банком в обращение была введена банкнота достоинством 25 рублей ПМР, на оборотной стороне которой изображён Памятник русской славы на фоне Бендерской крепости. Преобладающий цвет — бордово-малиновый с оттенками зелено-розовой гаммы по центру. Размер: 129×56 мм.
В 2006 году Приднестровский республиканский банк вновь поместил изображение Бендерской крепости на денежных знаках. На этот раз на серебряной монете достоинством 100 рублей ПМР в серии «Древние крепости на Днестре». Монета отчеканена тиражом в 500 штук.
|  |  |  |  |

## В филателии
В 2013 году была выпущена новая почтовая марка Приднестровья «Бендерская крепость» с литерным номиналом «О». Тираж марки составил 158 000 экземпляров. 28 мая 2022 года состоялось спецгашение серии почтовых марок «Легенды Бендерской крепости»: полёт барона Мюнхгаузена и золотая карета гетмана Мазепы. Тираж 4900 экземпляров. 

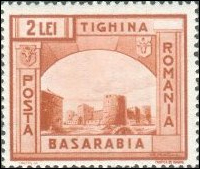
2,00лея (1941)
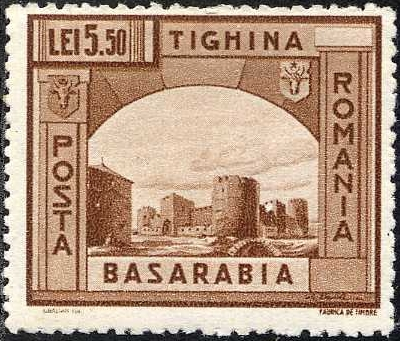
5,50лей (1941)
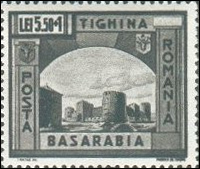
5,50+1,00лей (1941)
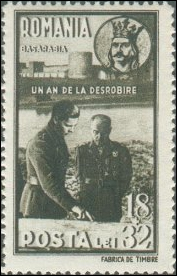
18+32лей (1942)
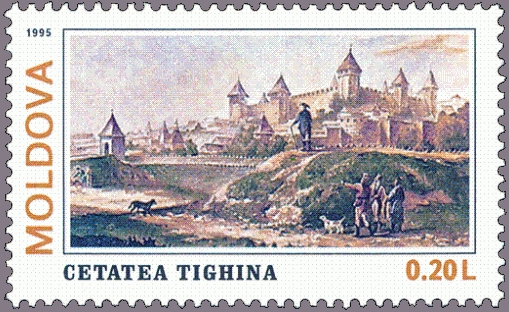
0,20лей (1995)
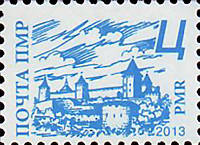
Почтовая марка Приднестровья (2013)
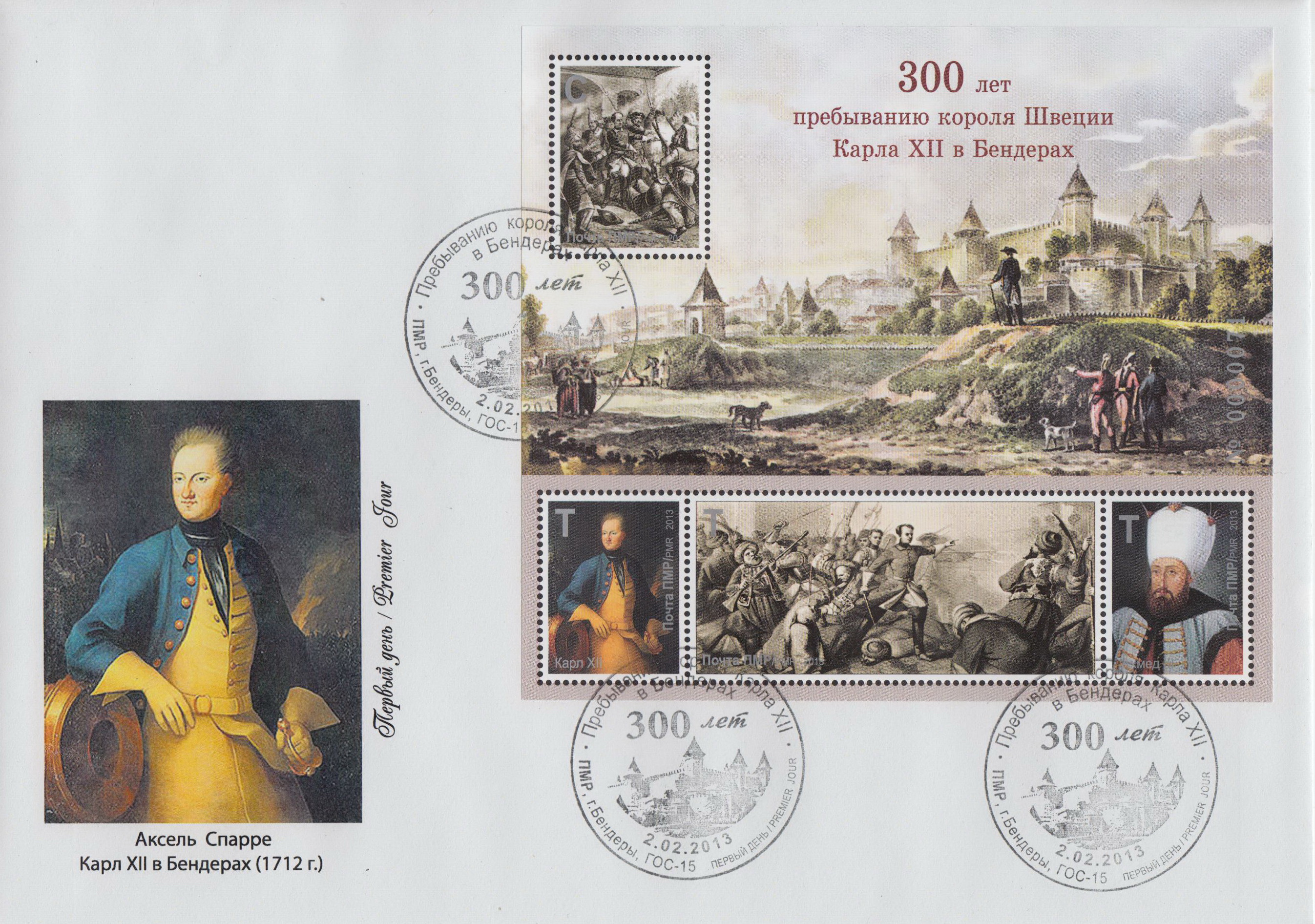
Конверт первого дня (2013)
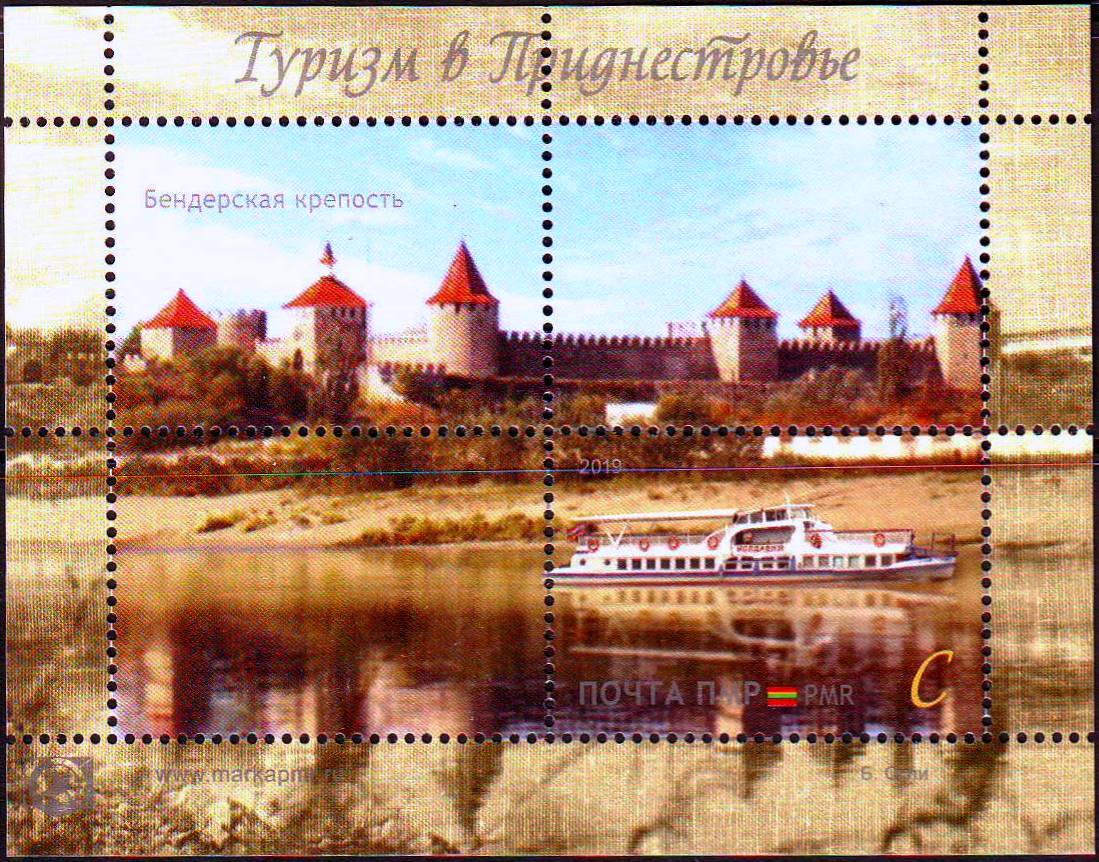
Почтовая марка Приднестровья (2019)

## Исторические факты

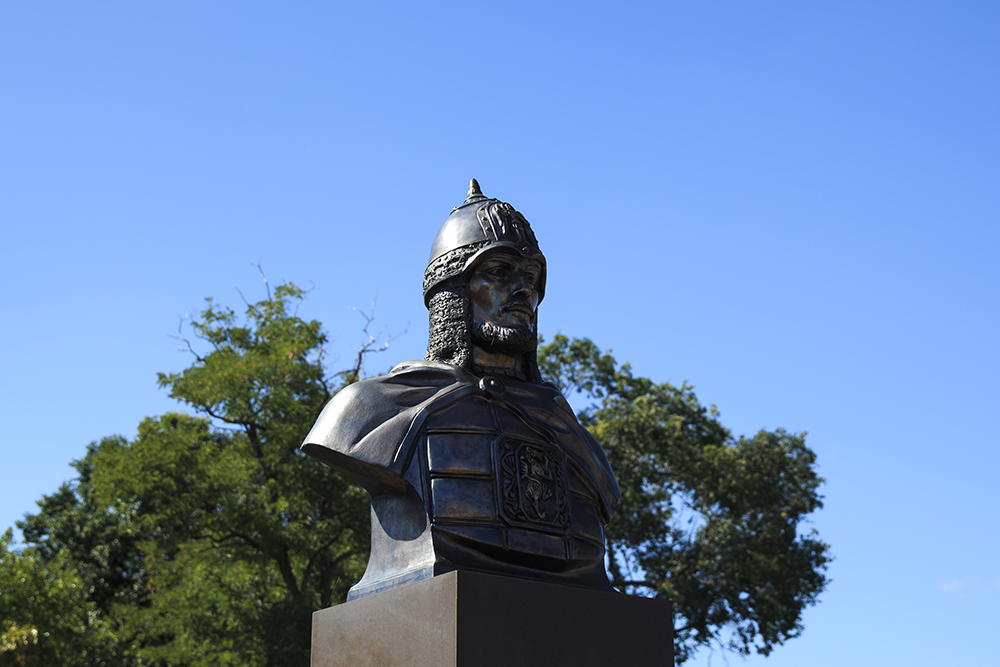
Бюст Александру Невскому перед храмом Святого Благоверного князя Александра Невского

- Бендерская крепость вместе со Старым Оргеевом представили Молдавию в книге «100 самых красивых и удивительных мест СССР», вышедшей в свет в издательстве «Эксмо» в 2010 году.[33]
- В честь крепости в 1980-х годах было названо светлое пиво Бендерского пивоваренного завода «Старая крепость», выпускаемое по настоящее время.[34]
- 9 мая 2012 года, в День Победы, в крепости был проведён день открытых дверей[35].
- 2 февраля 2013 года в Бендерской крепости прошли мероприятия, посвящённые 300-летию пребывания шведского короля Карла XII в Бендерах[36]. 15 июня 2019 года в Бендерской крепости прошло мероприятие «фестиваль памяти Высоцкого Владимира «Место встречи изменить нельзя!» [37]

## Известные личности, посещавшие крепость
- Императоры Александр I (1822), Николай I (1828), Александр II (1861) и Николай II (1916).[38]
- Патриарх Московский и всея Руси Кирилл (2013).[39]
- Президент Республики Молдова Игорь Додон (2017, 2018).[40]
- Митрополит Кишинёвский и всея Молдовы Владимир (2018).[41]
- Председатель ОБСЕ и министр иностранных дел Словацкой Республики Мирослав Лайчак (2019).[42]